# 全漢昇
全漢昇（英語：Han-Sheng Chuan，1912年11月19日—2001年11月29日），廣東順德人。中國歷史學家，專長研究中國經濟史。

## 生平
1912年11月19日生於廣東順德。1915年因避水災，舉家遷居佛山鎮。先生初就讀佛山私塾；1926年移讀廣州，翌年入讀市立第一中學1935年畢業於北京大學歷史系，隨後得到陳受頤推薦進入中華民國中央研究院歷史語言研究所任研究員。1949年以後主要任教於臺灣大學經濟系，教授兼系主任。1965年於香港中文大學教授新亞書院校長、新亞研究所教務長兼所長。1984年當選中央研究院院士。1995年退休。
2001年11月29日於台北逝世，享年90歲。

## 著作
重要著作有：《中國行會制度史》、《明清經濟史研究》、《唐宋帝國與運河》及《中國經濟史論叢》等。